# Brunsvigia orientalis
Brunsvigia orientalis là một loài thực vật có hoa trong họ Amaryllidaceae. Loài này được (L.) Aiton ex Eckl. mô tả khoa học đầu tiên năm 1827.

## Hình ảnh

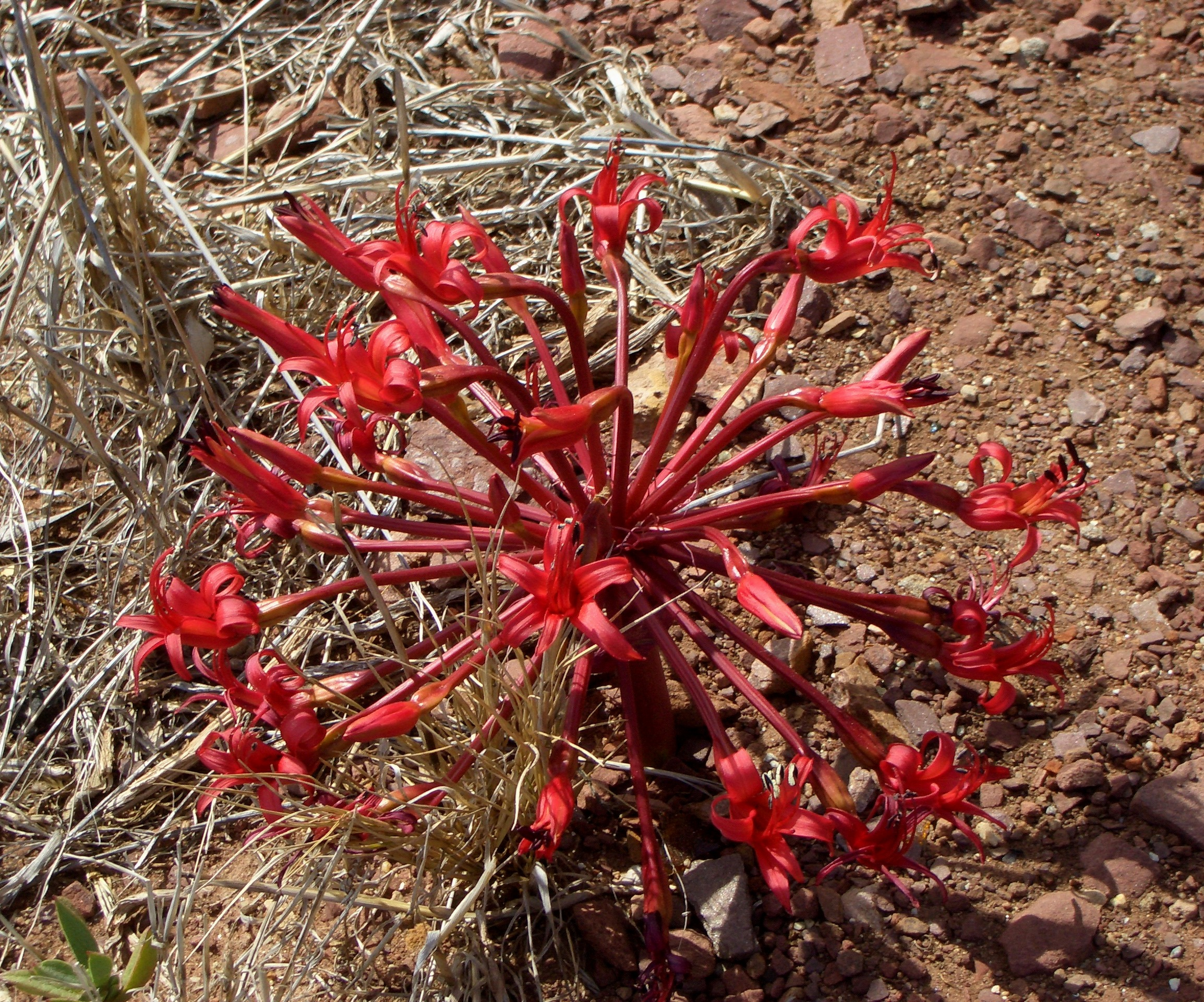
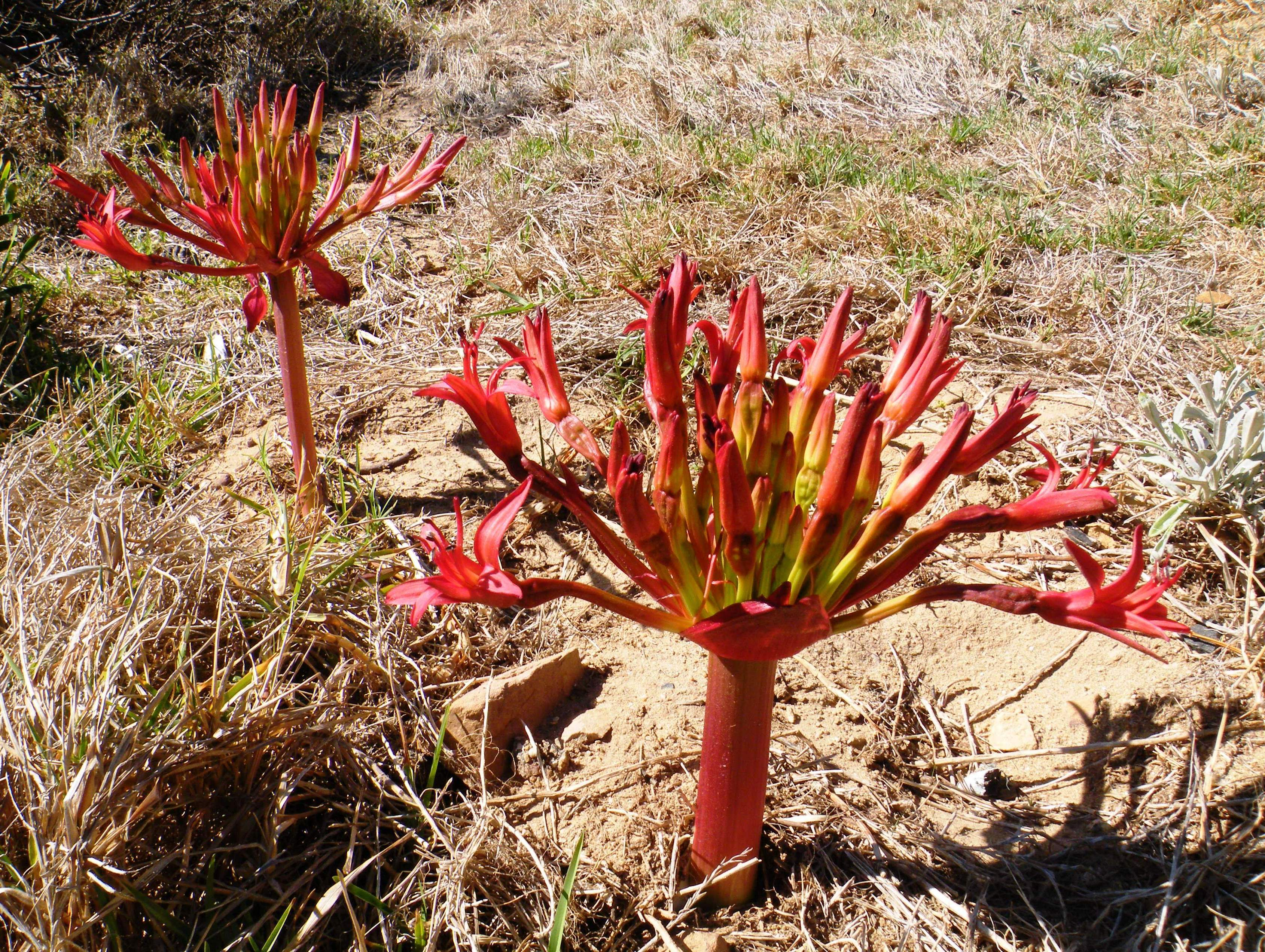
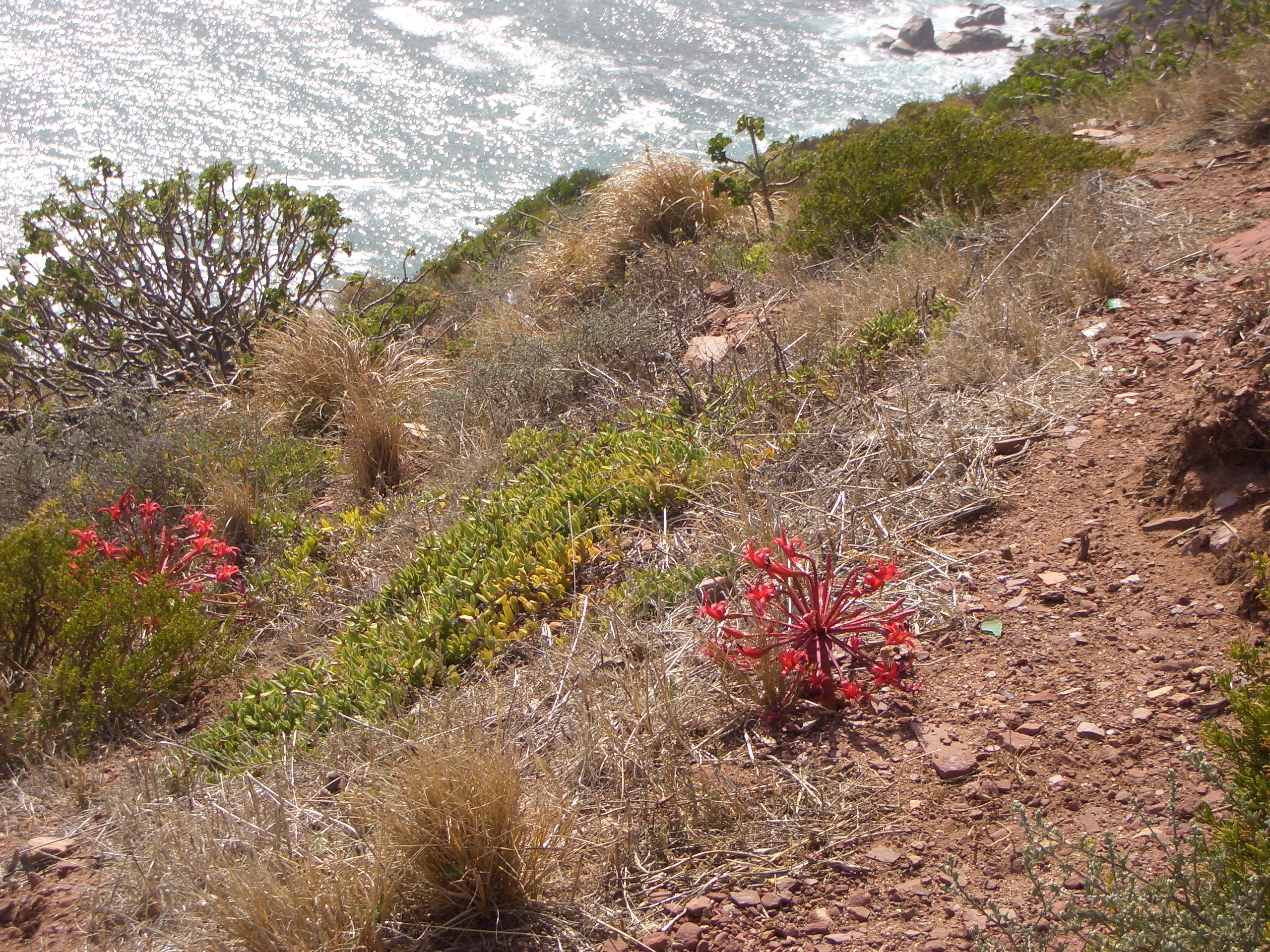
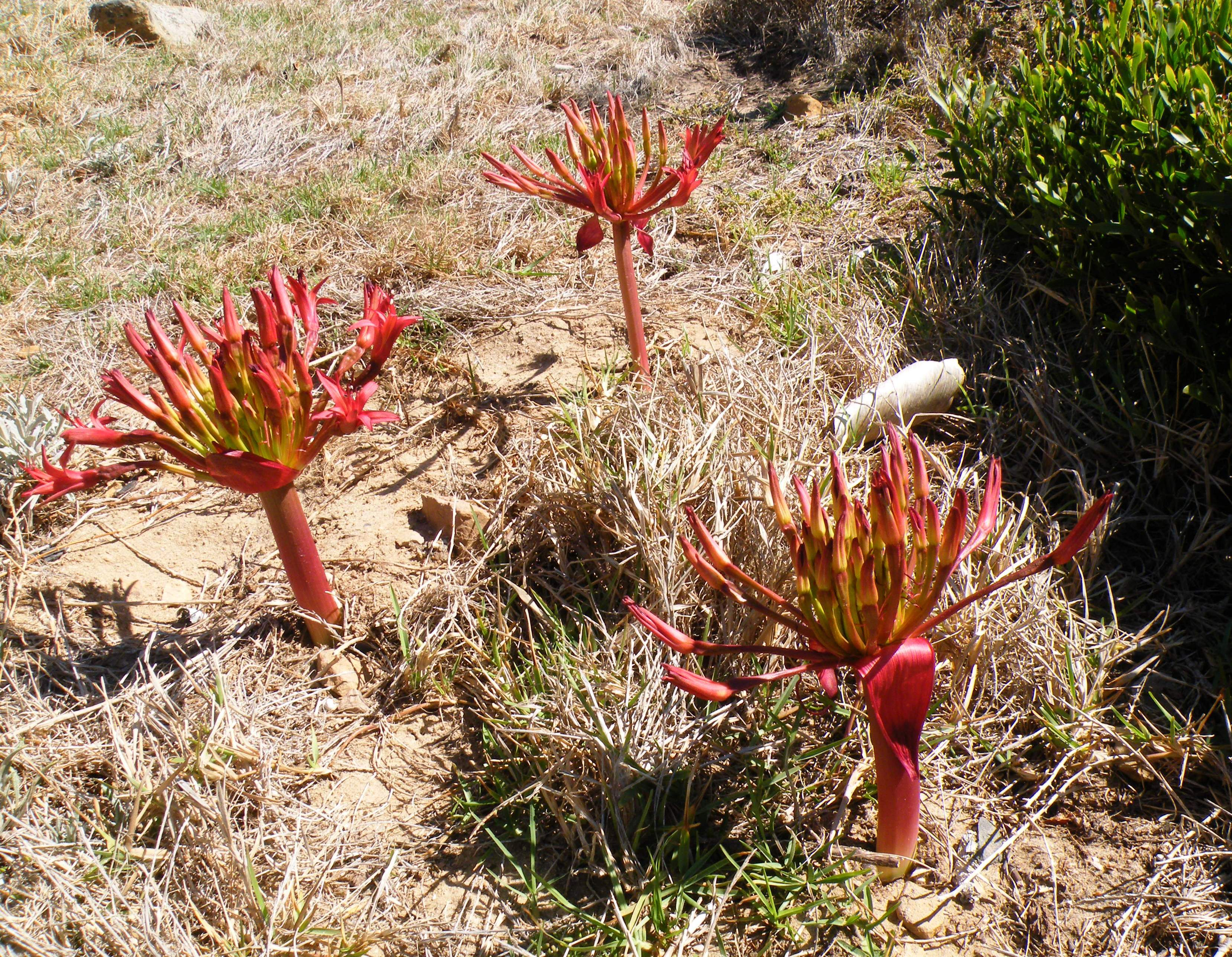